# Christopher Costigan
Pour les articles homonymes, voir Costigan.
Christopher Costigan ou Costigin (Dublin 12 mai 1810 - Jérusalem 7 septembre 1835) est un étudiant en théologie irlandais. Il est connu pour être le premier à lancer l'exploration géographique du Jourdain et de la mer Morte, à la recherche de vestiges bibliques.

## Nom

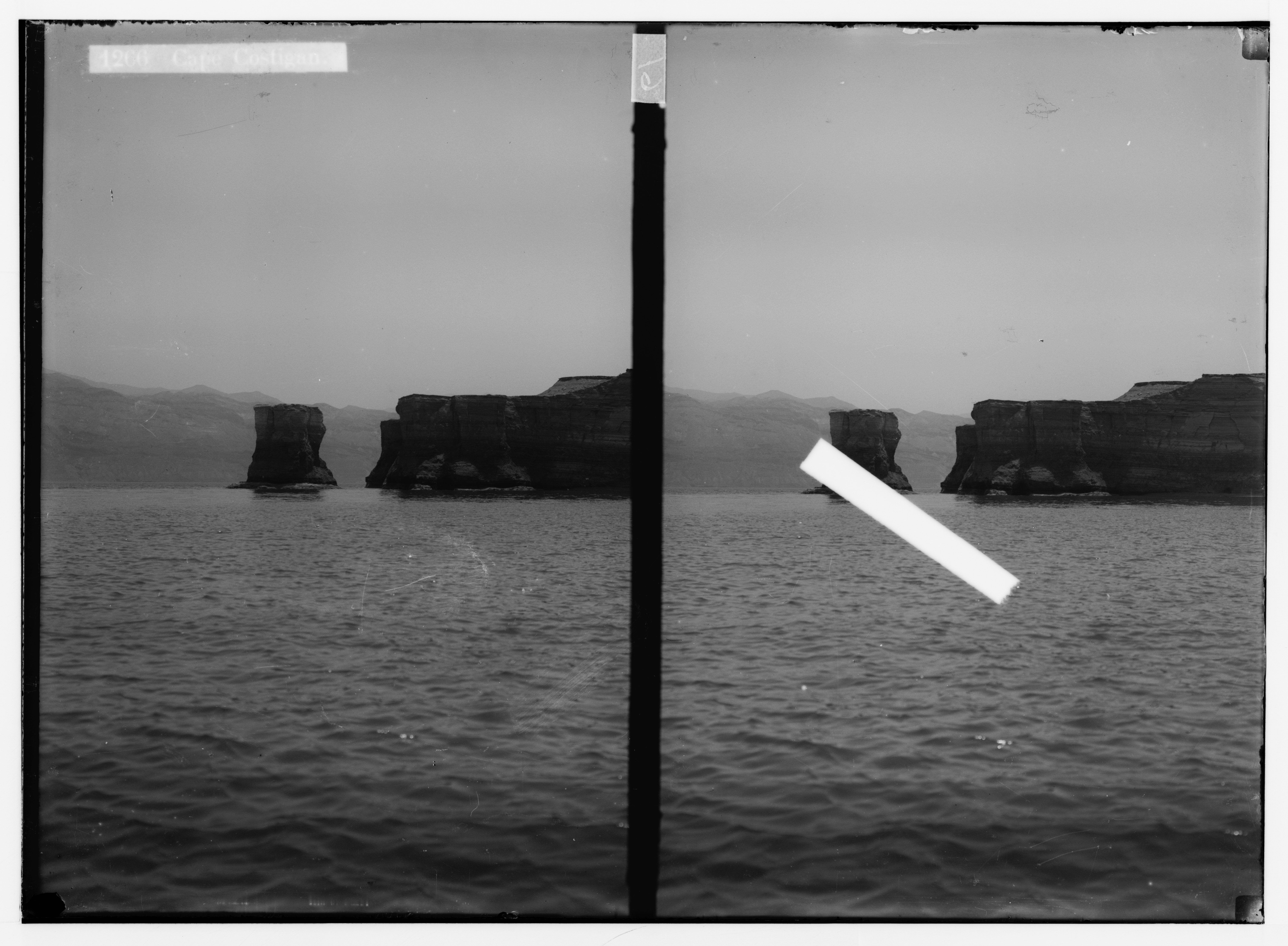
Le cap Costigan, sur la mer Morte. Photographie de 1900.

Son nom de famille est en réalité Costigin, mais aurait été changé en Costigan dans les années 1840, lorsque l'on baptisera Cap Costigan, en l'honneur de l'explorateur, le promontoire qui divise en deux la Péninsule de Lisan (en) sur la mer Morte.

## Contexte
Durant l'Antiquité déjà, on disait que rien ne pouvait survivre dans ou sur les eaux de cet espace maritime dans lequel se jette le Jourdain: c'était un lieu entouré par la mort. C'est de là qu'est née l'expression « mer Morte » qui va s'imposer dans les langues européennes : c'était un endroit qui empestait la mort. Et en 1816 encore, deux officiers de la marine britannique, le commandant Charles Leonard Irby et le capitaine James Mangles, étaient prêts à faire le tour de l'étendue d'eau, mais ne voulaient pas s'y aventurer pour sonder sa profondeur ou essayer de comprendre d'où venaient ses minéraux et ses sels.
C'est ce contexte qu'il faut avoir à l'esprit lorsqu'on envisage la première exploration reconnue de la mer Morte.

## Biographie

### Jeunesse
Christopher Costigan naît à Dublin où son père est distillateur et sa mère comptable. Il étudie la théologie au Maynooth College, dans le but de devenir prêtre,.

### Jourdain et mer Morte

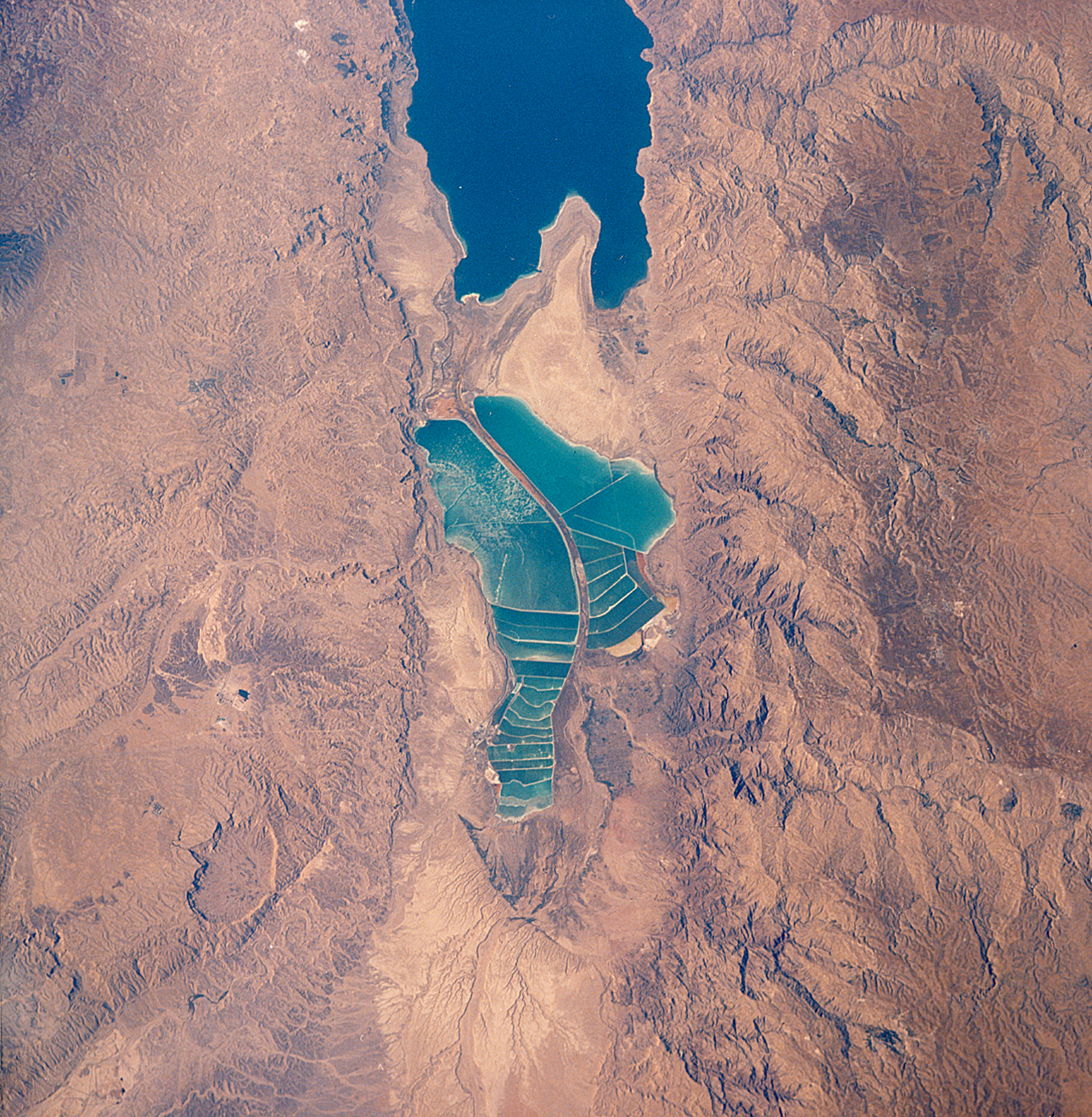
La péninsule de Lisan, dont la pointe nord a été appelée Cap Costigan.

Durant ses études, Costigan s'intéresse à la géographie de la Terre sainte, et en particulier aux épisodes que la Bible dit s'être passés sur ou à proximité de la mer morte. Bien décidé à explorer le Jourdain et la mer Morte pour y découvrir des vestiges bibliques —  comme les sites de Sodome et Gomorrhe, et celui où la femme de Loth fut transformée en statue du sel. C'est ainsi que sans rien connaître à la navigation ni à l'exploration géographique, il s'embarque pour Beyrouth, avant de rejoindre Acre où il arrive en août 1835. Là, il achète un petit bateau et engage un marin maltais pour lui servir d'équipage. Les deux hommes transportent l'embarcation par voie terrestre jusqu'à Tibériade, au bord du lac de Galilée, avec l'intention de descendre le Jourdain jusqu'à la mer Morte. Le moment était cependant mal choisi, car le Jourdain est souvent impraticable pendant la saison sèche du mois d'août, si bien que lui et son compagnon doivent à nouveau porter leur bateau à plusieurs reprises. Après huit jours, le Maltais refuse de continuer à naviguer, si bien que Costigan doit se résoudre à gagner la mer Morte par voie terrestre, tout en portant le bateau. Manquant d'eau, les deux hommes arrivent ainsi affaiblis au bord de la mer, en particulier Costigan,,.
Une fois à la mer Morte, et malgré de maigres réserves d'eau, ils entament leur exploration qui dure sept jours pendant lesquels Costigan réussit à parcourir la mer et à effectuer des sondages de profondeur. Mais n'ayant plus d'eau douce, Costigan boit de l'eau de mer, ce qui renforce encore la déshydratation dont il souffrait.

### Fin de vie

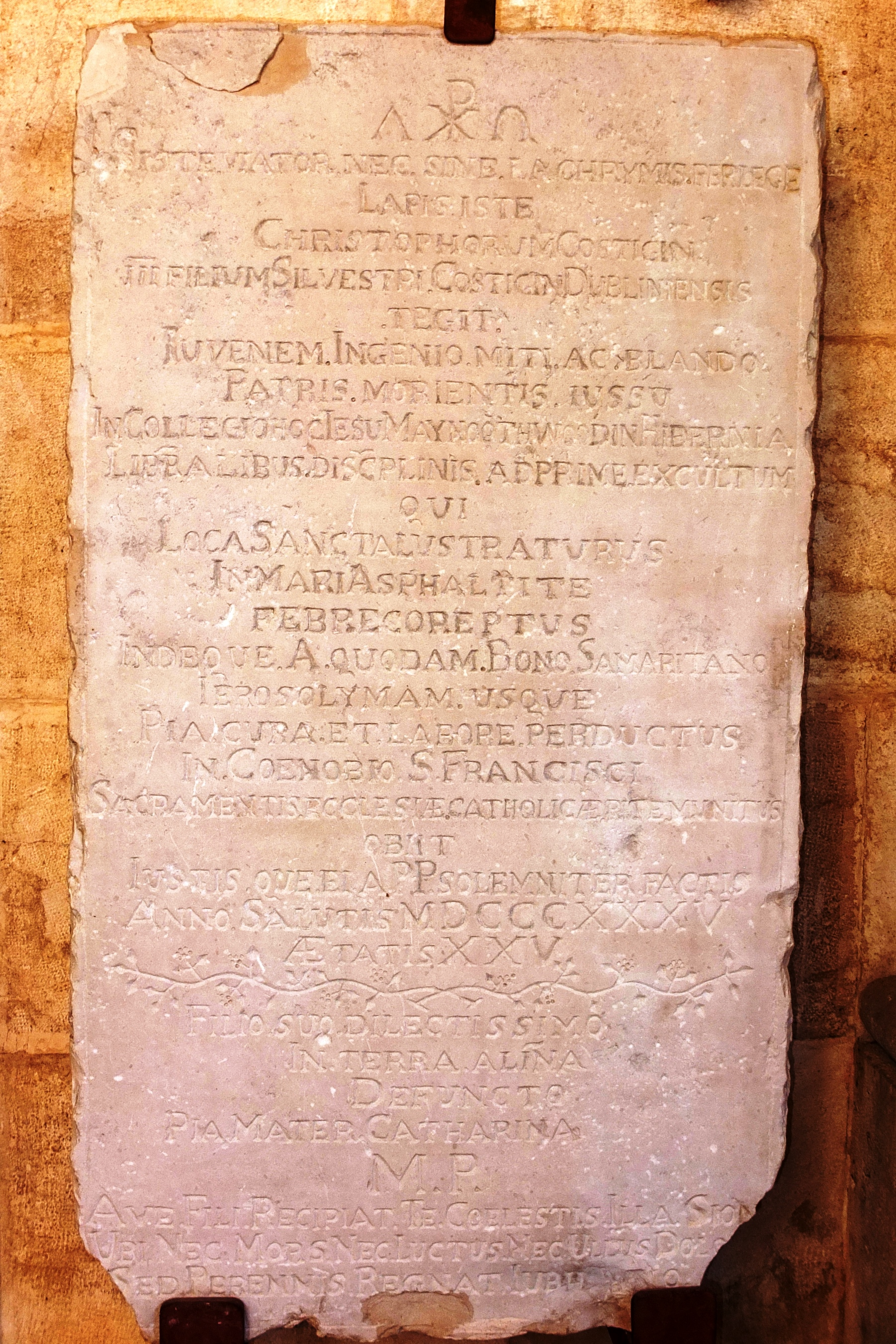
Pierre tombale de C. Costigan. Le nom de famille (3^{e} ligne) est « Costigin ».

Finalement, la très forte fièvre qui le prend l'oblige à renoncer. Son compagnon l'emmène au monastère, tout proche, de Deir Hajla (en). Un prêtre du nom de John Nicolayson le fait transporter à Jérusalem le 5 septembre et admettre dans un hospice franciscain, où on lui diagnostique une hyperpyrexie sévère. Malgré les soins prodigués, il décède le 7 septembre 1835, à l'âge de 25 ans, et il est enterré au cimetière latin du mont Sion,,. Le registre franciscain porte la notice « Inhumé au mont Sion le 7 septembre 1835, Christopher Kastini [sic], un Irlandais, âgé d'environ 33 ans. » Sa tombe a disparu, mais bien que déplacée, la pierre tombale était encore mentionnée en 1911.
En 1935, le géographe et érudit Zev Vilnay (en) cherche la pierre tombale, mais sans succès. Ce n’est qu’après la Guerre des Six Jours qu’il retrouve la pierre tombale, abandonnée dans le cimetière. La pierre tombale est alors nettoyée et fixée au mur du cimetière. En 2003, elle a été déplacée dans la cour du complexe franciscain de la Via Dolorosa (station n° 2), et elle est exposée au public depuis 2014.

## Postérité
Costigan est aujourd'hui considéré comme le premier explorateur européen moderne du Jourdain et de la mer Morte, et sa mémoire est commémorée par le nom du cap Costigan, la pointe la plus septentrionale de la Péninsule de Lisan (en) sur la mer Morte, nom donné lors de l'expédition de William F. Lynch en 1848.